# Nadowli
Le district de Nadowli   (officiellement Nadowli District, en Anglais) est l’un des 9 districts de la Région du Haut Ghana occidental au Ghana.

## Villes et villages du district
| - Nadowli - Bussie - Naro Norung - Takpo - Tabeasi | - Fian - Duong - Sankana - Wogu - Daffiama | - Sombo - Kojoperi - Nator - Issa - Jang | - Goli - Owlo - Nanvilli - Kaleo - Ombo - kaha - Zambogo - Seri Kperee |

## Sources
- GhanaDistricts.com